# Shijian 10
Shijian-10 ou SJ-10 (chinois : 实践十号 ; pinyin : shíjiàn shí hào ; litt. « expérimentation 10 ») est une mission spatiale scientifique développée par le Centre national des sciences spatiales (NSSC) avec l'appui de l'Agence spatiale chinoise dont l'objectif est de réaliser plusieurs expériences de biologie et de physique en apesanteur. Le satellite, de la série ShiJian, d'une masse de 3 600 kg comporte une capsule qui revient sur le sol et permet de récupérer les résultats. Shinjian-10 est une des cinq missions scientifiques du Programme prioritaire stratégique des sciences spatiales (SPP) mis en place par la Chine dans le cadre de son 12e plan quinquennal de 2011. Le satellite a été lancé le 5 avril 2016 et la capsule de rentrée est revenue au sol le 1er juillet de la même année.  

## Historique du projet
En 2011, dans le cadre de son 12e plan quinquennal, la Chine met en place le programme prioritaire stratégique des sciences spatiales (SPP) et confie  au Centre national des sciences spatiales (NSSC), centre de recherche rattaché à l'Académie chinoise des sciences, la gestion et le développement de cinq missions scientifiques ambitieuses : les satellites DAMPE et HXMT dans le domaine de l'astrophysique, QUESS pour les télécommunications quantiques, ShiJian-10 qui embarque des expériences de biologie spatiale et KuaFu qui doit étudier l'influence du Soleil sur l'atmosphère terrestre. Dès le milieu des années 2000, les expériences scientifiques embarquées sont choisies parmi 200 projets proposés. La revue de définition d'ensemble s'achève fin 2012 et la Revue de définition de projet en septembre 2013.

## Objectifs de la mission
Les expériences embarquées doivent permettre d'effectuer des percées techniques et scientifiques dans les domaines suivants :
- Lois de la physique gouvernant le Mouvement
- Réalisation de matériaux à haute performance
- Mécanique de la combustion
- Effets biologiques de l'apesanteur et des rayonnements
- Biotechnologie spatiale

## Expériences embarquées
Shijian 10 est un satellite de 3 600 kg de la série ShiJian, similaire au Shinjian-9 lancé en 2009 dont la capsule de rentrée s'inspire de la technologie mise au point pour les satellites FSW. Sa charge utile comprend 19 expériences scientifiques dont 10 portent sur les effets de la microgravité dans le domaine de la physique et 9 sur la biologie. Ces expériences relèvent d'un des six thèmes suivants ; physique des fluides (6 expériences), combustion en microgravité (3), science des matériaux (8), effets biologiques des radiations (3), biologie spatiale (3) et biotechnologie spatiale (4).

## Déroulement de la mission
Shijian 10 a été lancée le 5 avril 2016 par une fusée Longue Marche 2D et placée sur une orbite terrestre basse à une altitude de 220 x 482 km avec une inclinaison de 63°. La capsule de rentrée s'est détachée du satellite et, après avoir freiné, a effectué une rentrée atmosphérique le 1er juillet 2016. Elle a été récupérée au sol. Les expériences sur les fluides qui ne nécessitent pas un retour au sol se sont poursuivies dans le module orbital. 